# Ctenarytaina spatulata
Ctenarytaina spatulata är en insektsart som beskrevs av Taylor 1997. Ctenarytaina spatulata ingår i släktet Ctenarytaina och familjen rundbladloppor. Inga underarter finns listade i Catalogue of Life.

## Bildgalleri

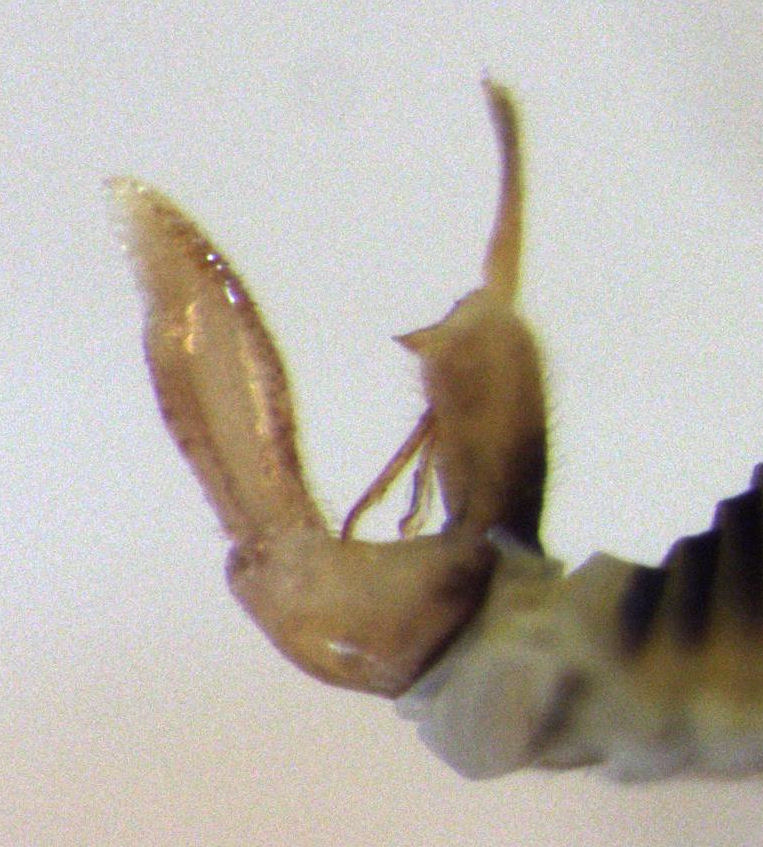
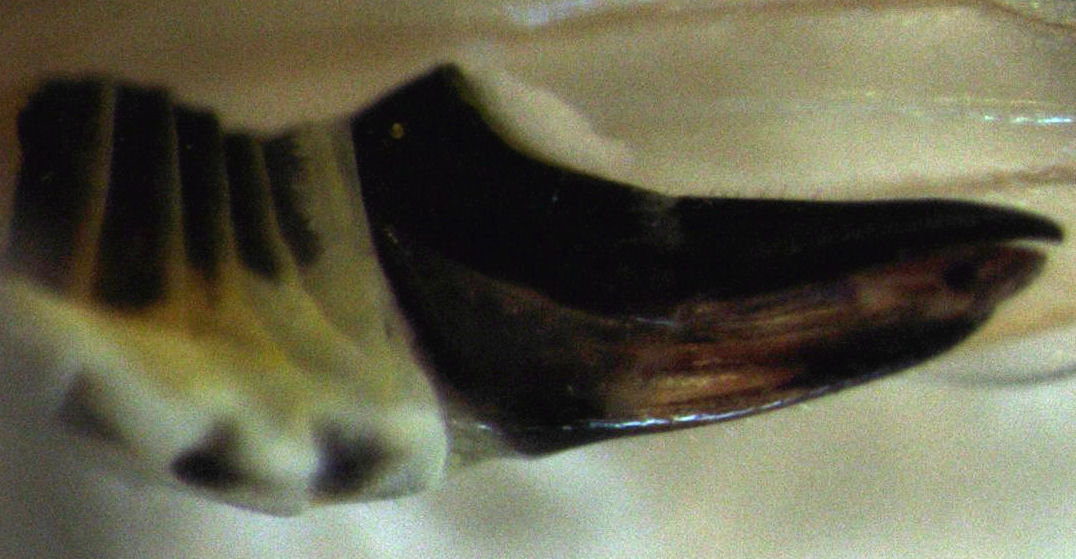
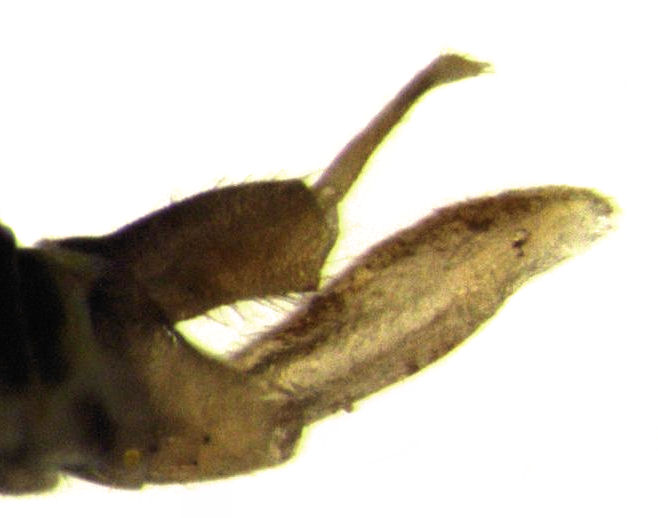
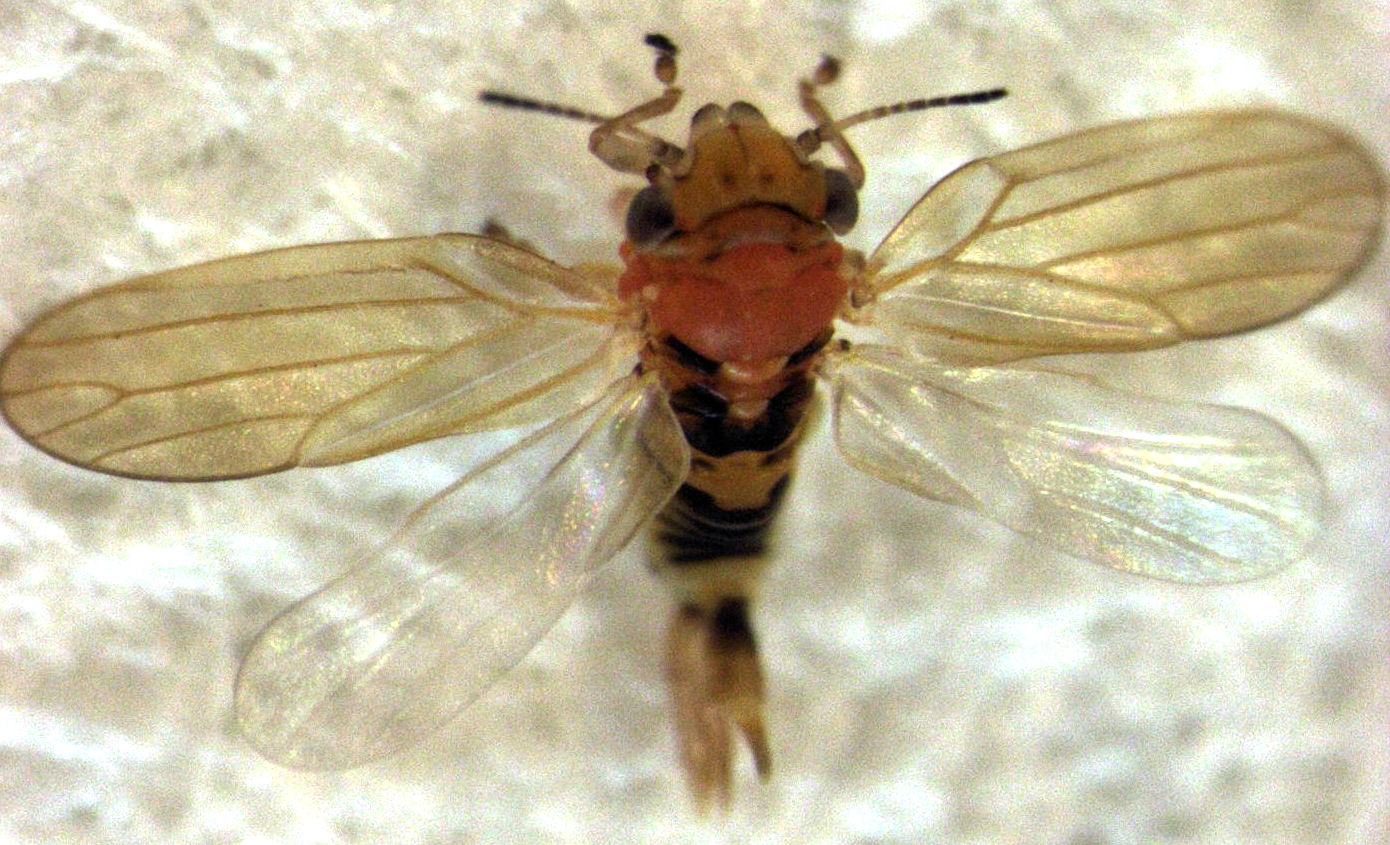